# Municipio de Fairfax (Dakota del Sur)
El municipio de Fairfax (en inglés: Fairfax Township) es un municipio ubicado en el condado de Gregory en el estado estadounidense de Dakota del Sur. En el año 2010 tenía una población de 62 habitantes y una densidad poblacional de 0,74 personas por km².

## Geografía
El municipio de Fairfax se encuentra ubicado en las coordenadas 43°1′55″N 98°52′25″O / 43.03194, -98.87361. Según la Oficina del Censo de los Estados Unidos, el municipio tiene una superficie total de 84.1 km², de la cual 83,98 km² corresponden a tierra firme y (0,14 %) 0,11 km² es agua.

## Demografía
Según el censo de 2010, había 62 personas residiendo en el municipio de Fairfax. La densidad de población era de 0,74 hab./km². De los 62 habitantes, el municipio de Fairfax estaba compuesto por el 100 % blancos. Del total de la población el 4,84 % eran hispanos o latinos de cualquier raza.